# Den ny Portner
Den ny Portner er en amerikansk stumfilm fra 1914 af Charlie Chaplin.

## Medvirkende
- Charles Chaplin
- John T. Dillon
- Glen Cavender som Luke Connor
- Frank Hayes
- Peggy Page